# Pau de Miró i Claveguera

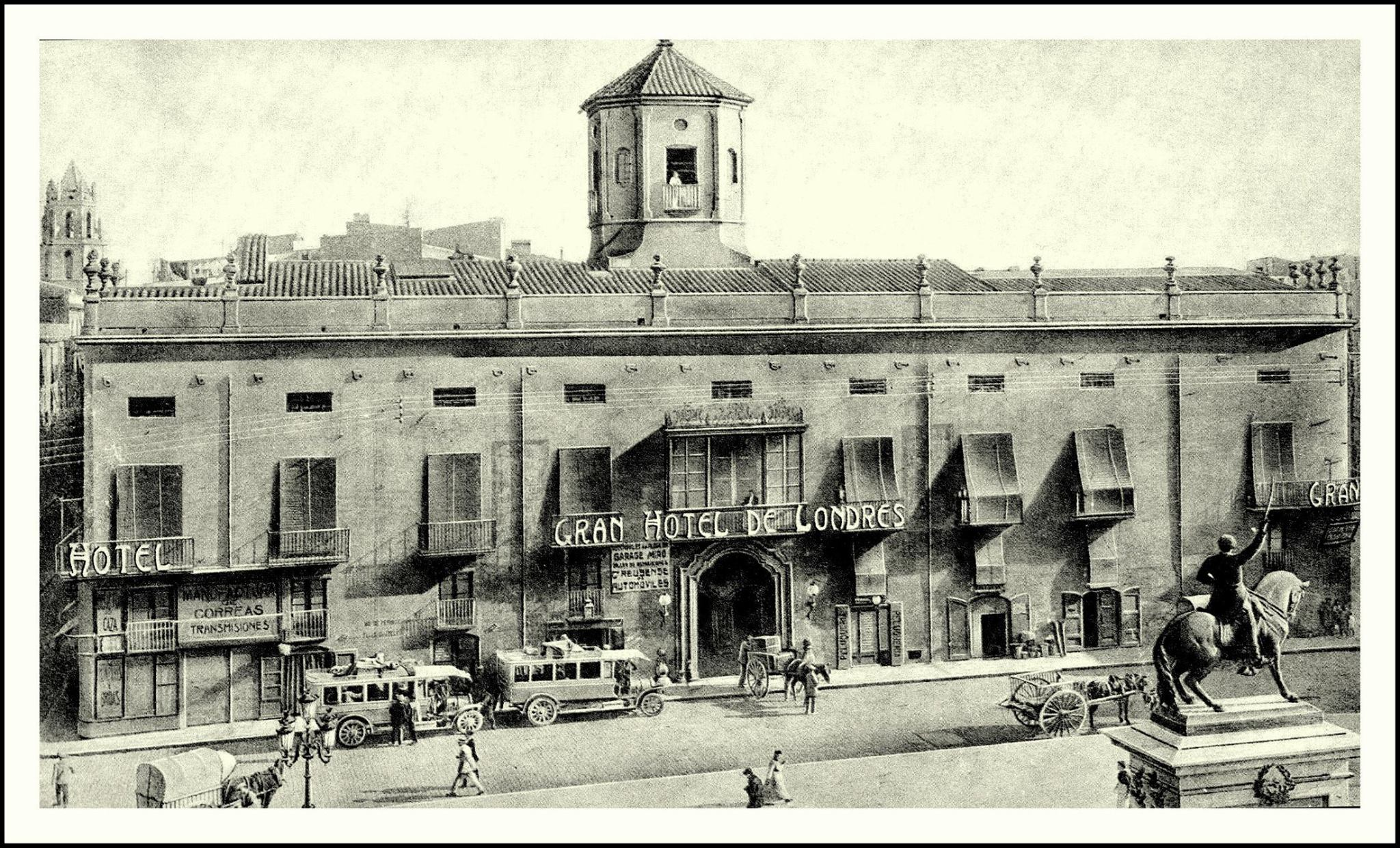
Hotel de Londres, antic Palau dels Miró, el 1910

Pau de Miró i Claveguera (Reus, 10 de juliol de 1695 - 26 de novembre de 1772) va ser un botiguer i comerciant català. Fou l'impulsor de l'ennobliment de la família Miró reusenca.
Fill de Josep Miró, paraire i també comerciant, i de Maria Claveguera, tenia molt bon cap per als negocis i va aconseguir reunir un patrimoni considerable. Es dedicà a l'arrendament de drets senyorials, principalment els del llinatge de Medinaceli, i obtingué una gran fortuna. Veient-se ric, va voler el reconeixement social que només donava el fet de pertànyer a l'estament privilegiat, i va iniciar un procediment per a aconseguir la noblesa. Va obtenir el grau de ciutadà honrat de Barcelona el juliol de 1755 i el de cavaller dos anys més tard, el 1757, amb escut d'armes propi. En la consecució de la noblesa per part de Pau Miró, hi van tenir importància els diners, les vinculacions familiars i les influències, però sobretot el fet d'haver estat partidari de Felip V, com ell mateix va manifestar el 30 de juny de 1752 davant del notari Alonso de Valdés, afirmant que havia contribuït "en els camps d'Altafulla i Torredembarra" a la victòria de les tropes filipistes contra les catalanes manades pel general Rafael de Nebot. El mateix 1752 era regidor a l'Ajuntament de Reus, i el 1762, regidor degà. El seu fill, Pau de Miró i March, incrementà la fortuna familiar.
Va ser l'iniciador de la construcció del Palau Miró, a la plaça de Prim de Reus, llavors plaça de les Monges on hi havia un convent de carmelites. El Palau, que va desaparèixer el 1973 a causa de l'especulació immobiliària, era un edifici amb façana de línies austeres que incorporava a la part del darrere una torre circular de l'antiga muralla medieval de la ciutat.
Les seves restes mortals van ser depositades en una tomba al presbiteri de l'església del Convent de les Carmelites Descalces, on ja reposaven les de la seva mare. El seu fill i hereu, Pau de Miró i March, va seguir amb els negocis i el comerç. Una filla, Francesca de Miró i March, es va casar amb Ramon de Nicolau i Ferrer, comerciant i cavaller.